# Georg Gebel
Georg Gebel (25 de outubro de 1709 - 24 de setembro de 1753) foi um músico e compositor alemão.

## Vida
Gebel nasceu em Brieg, Silésia (atual Brzeg, Polônia), filho de Georg Gebel, o Velho , também músico e compositor. Estudou música com seu pai e, em 1729, tornou-se segundo organista na igreja de Santa Maria Madalena em Breslau (atual Wrocław), bem como Kapellmeister do Duque de Oels . Ele se juntou à orquestra de Heinrich von Brühl em Dresden em 1735, onde conheceu Pantaleon Hebenstreit , o inventor do pantalon , e aprendeu a tocar esse instrumento. Em 1747, foi nomeado Kapellmeister de John Frederick, Príncipe de Schwarzburg-Rudolstadt. Ele morreu em Rudolstadt em 1753.
Gebel foi um compositor prolífico. Enquanto estava em Breslau, ele escreveu uma variedade de música instrumental e vocal, e enquanto estava em Rudolstadt, escreveu 12 óperas, duas Paixões, duas cantatas de Natal, conjuntos de cantatas por vários anos, mais de 100 sinfonias orquestrais, partitas, concertos e assim por diante.

## Obras
- 144 cantatas[1]
- 4 Kyrie[1]
- Passionsmusik em 6 partes para solista, coro e orquestra (HKR 976)[1]
- Soratório de Natal (HKR 843)[1]
- Soratório de Nova York (HKR 827)[1]

## Gravações
- Georg Gebel: Weihnachtsoratorium and Neujahrsoratorium; Cantus Thuringia e Capella Thuringia, Leitung: Bernhard Klapprott, com Monika Mauch, Kai Wessel, Nico van der Meel, Peter Kooy, (Classic Production Osnabrück, Audio CD 2004)
- Georg Gebel: Johannes Passion, com: Ludger Rémy, Dorothee Mields, Henning Voss, Jan Kobow, Klaus Mertens, Sebastian Bluth, Canto Weimar and Weimar Baroque Ensembles (Classic Production Osnabrück, Audio CD 2004)
- Christmas Cantatas Vol. 1 Verfolge mich, o Welt; Gott Lob! Mein Jesus macht mich rein, Veronika Winter, Britta Schwarz, Andreas Post, Matthias Vieweg, Les Amis de Philippe, Ludger Remy CPO, 2010
- Christmas Cantatas Vol. 2 forthcoming